# Acianthera pectinata
Acianthera pectinata  là một loài phong lan.
 Tư liệu liên quan tới Acianthera pectinata tại Wikimedia Commons

## Hình ảnh

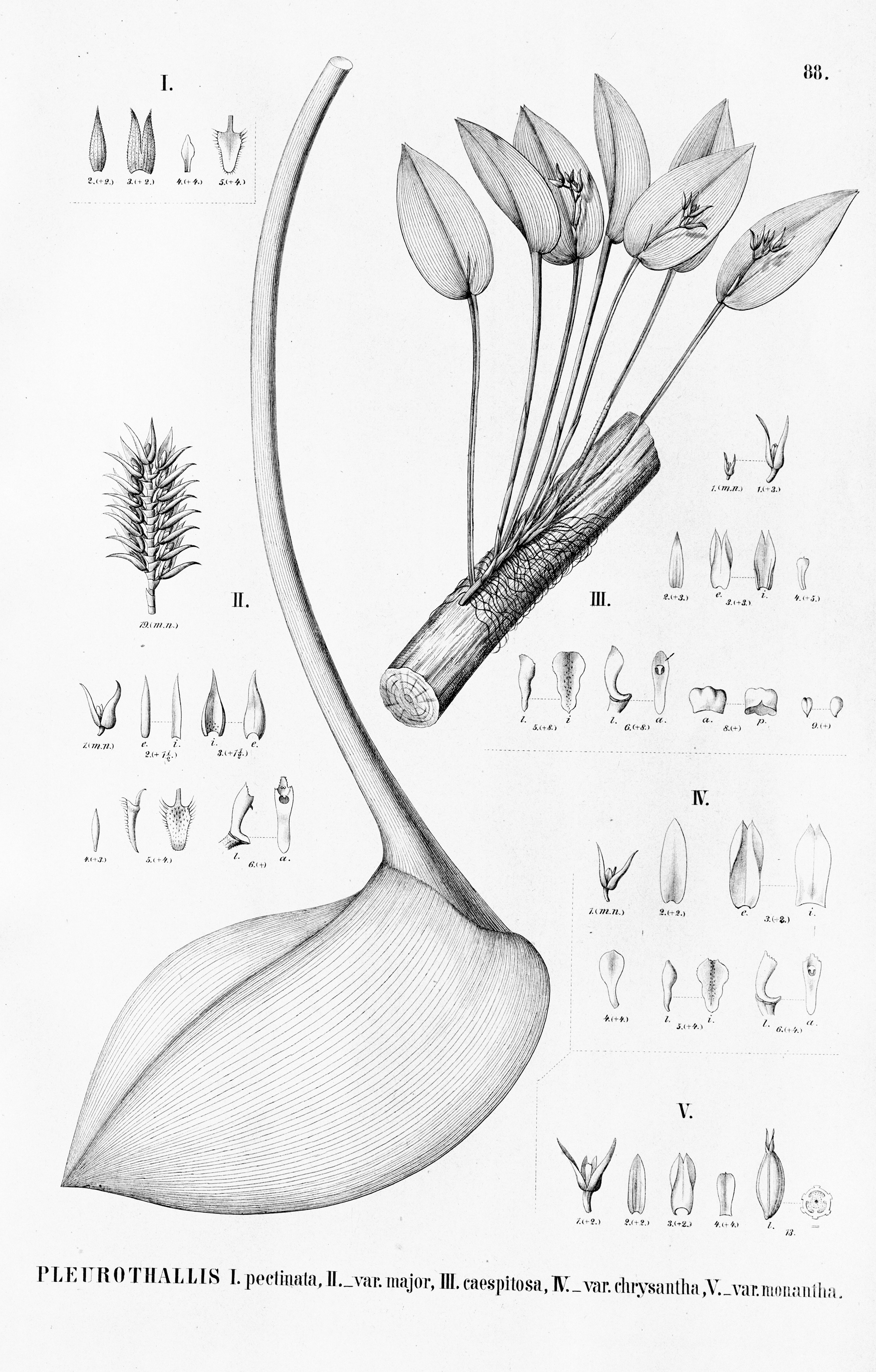
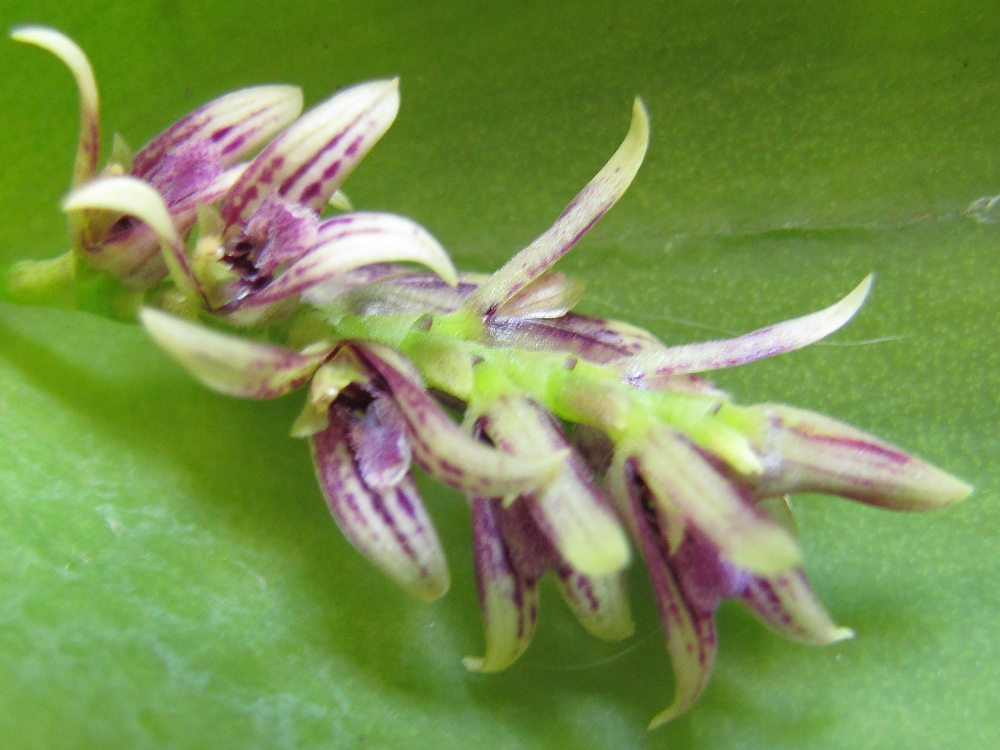
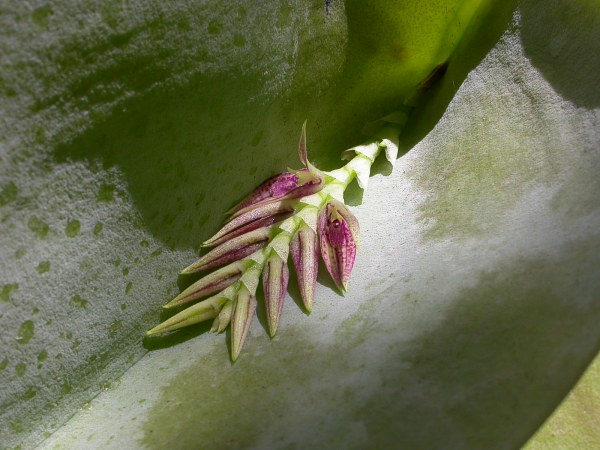
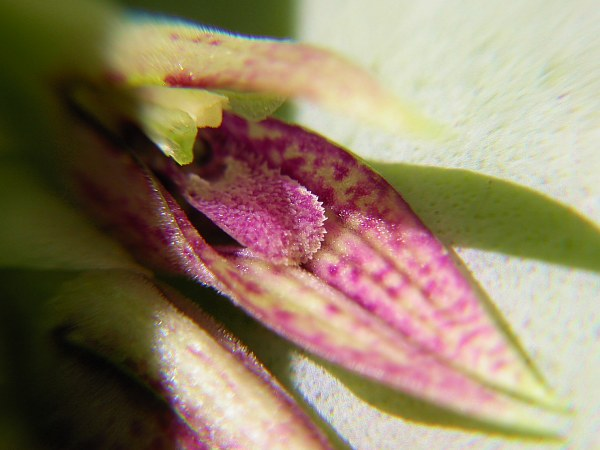